# Caso Novo Carthago
El caso Novo Carthago es la investigación de delitos de corrupción política relacionados con la recalificación de terrenos cercanos al Mar Menor en el municipio de Cartagena para su urbanización. La instrucción depende actualmente del Tribunal Supremo aunque fue iniciada por Manuel Abadía, magistrado de la Sala de lo Civil y Penal del Tribunal Superior de Justicia (TSJ) de Murcia.
La modificación en marzo de 2005 del Plan General de Ordenación Urbana (PGOU) de Cartagena autorizaba el proyecto urbanístico de Novo Carthago (10.000 viviendas) que afectaba a áreas naturales protegidas y por tanto no urbanizables, por lo que se investigan delitos de prevaricación y contra las leyes Estatal y Autonómica 4/1989 y 4/1992, la Ley del Suelo Estatal y Autonómica al ser suelos no urbanizables de protección especial.

## Áreas protegidas
- Saladar de Lo Poyo.

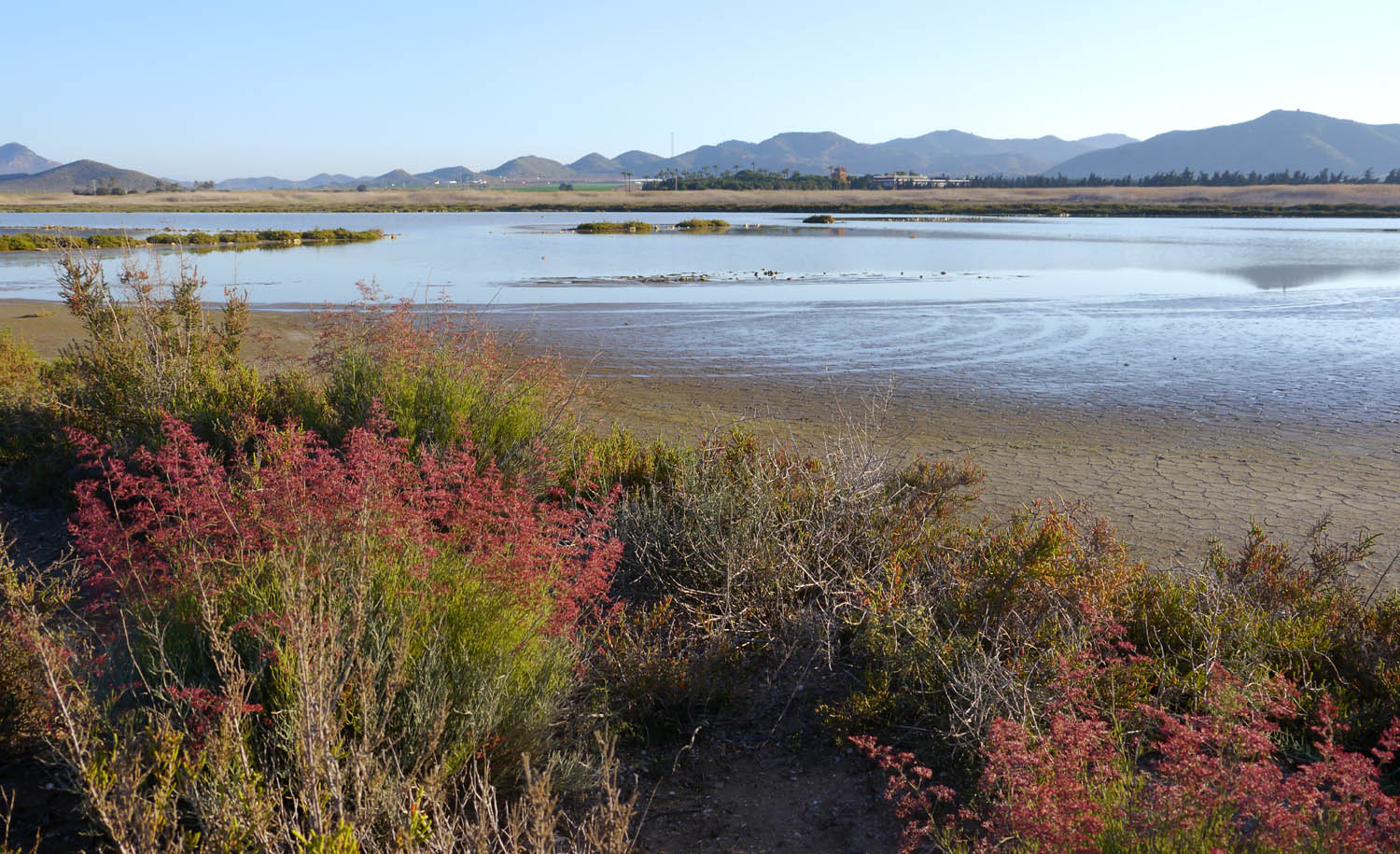
El saladar de Lo Poyo.

- Espacios abiertos e islas del Mar Menor.

## Imputados
- Consejero de Agricultura y Agua, Antonio Cerdá Cerdá.[6][7]
- Exconsejero de Medio Ambiente, Francisco Marqués Fernández.[8]
- Delegado del Gobierno y exconsejero de Obras Públicas, Joaquín Bascuñana García.[9][10]
- Ex director general de Calidad Ambiental, Antonio Alvarado Pérez.
- Ex director general de Vivienda, Manuel Alfonso Guerrero Zamora.
- Ex director general de Ordenación del Territorio, José María Bernabé Tomás.
- Asesor jurídico Luis Romera Agulló.
- Rafael Galea Expósito, presidente de Hansa Urbana, empresa promotora del complejo turístico.
- Exconcejal de Urbanismo, Agustín Guillén Marco.
- La alcaldesa de Cartagena Pilar Barreiro no fue imputada en un primer momento por estar aforada por su cargo de diputada nacional. Sin embargo, en el auto del juez se pidió su declaración voluntaria. Al negarse, la causa se trasladó al Tribunal Supremo, tras lo cual Pilar Barreiro ha sido imputada.[11][12][1][2][13]